# Ona Munson
Ona Munson, geboren als Owena Walcott (Portland, 16 juni 1903 - New York, 11 februari 1955) was een Amerikaanse actrice. 

## Biografie
Munson werd geboren in 1903. Haar debuut maakte ze op Broadway in 1927 met het theaterstuk Hold Everything. Haar filmdebuut maakte ze in Going Wild (1930) naast Joe E. Brown. In 1931 speelde ze in Five Star Final. In 1939 kreeg ze een rol in Gone with the Wind nadat Tallulah Bankhead de rol van Belle weigerde omdat ze die te bescheiden vond. In de film noir The Shanghai Gesture (Josef von Sternberg, 1941) vertolkte ze een hoofdrol. Haar laatste rol speelde ze in de psychologische thriller/film noir The Red House (Delmer Daves, 1947) naast Edward G. Robinson.
Van 1926 tot 1931 was Munson gehuwd met regisseur Edward Buzzell. Hierna huwde ze nog met Stewart McDonald in 1941. Na dit huwelijk huwde ze nog met designer Eugene Berman. Munson was biseksueel. Ze had ook een relatie met Mercedes de Acosta.
In de jaren 50 ging haar gezondheid er op achteruit. Munson pleegde zelfmoord in 1955. Ze werd begraven op het kerkhof Ferncliff Cemetery, waar tal van beroemdheden hun laatste rustplaats hebben.
- Biblioteca Nacional de España: XX5452711
- Bibliothèque nationale de France: cb142096377 (data)
- Gemeinsame Normdatei: 1207296872
- International Standard Name Identifier: 0000 0000 2902 3610
- Library of Congress Control Number: n85151827
- SNAC: w61854gq
- Virtual International Authority File: 45737208
- WorldCat: E39PBJtcKYp7tVBpKVXm9RKPQq